# Stubbe – Von Fall zu Fall: Stubbe und der Tote an Loch Neun
Stubbe und der Tote an Loch Neun ist ein deutscher Fernsehfilm von Christa Mühl aus dem Jahr 1998. Es handelt sich um den dreizehnten Filmbeitrag der ZDF-Kriminalfilmreihe Stubbe – Von Fall zu Fall mit Wolfgang Stumph in der Titelrolle.

## Handlung
Der Immobilienmakler Ingolf Hey wird erschlagen auf einem Hamburger Golfplatz aufgefunden. Die Ehefrau des Opfers übergibt Stubbe eine Morddrohung, die sie in den Unterlagen ihres Mannes entdeckt hat. Da der Ursprung dieses Schreibens in Dresden vermutet wird, darf Stubbe in seine alte Heimat reisen, um dort vor Ort zu ermitteln. Der Ermordete hatte in Dresden eine Filiale, sodass Stubbe den dortigen Geschäftsführer Thomas Simon befragt. Nach dessen Darstellung hat es angeblich keine größeren Probleme der von Hey sanierten Gebäude gegeben, doch Stubbe merkt sofort das dies nicht stimmt. Vom Hausmeister erfährt er dann, dass es zur Zeit großen Ärger mit dem Bauklempner Koppka gab, der sich von Hey betrogen fühlte. Er hatte, wie viele andere auch, in Heys Immobilien investiert, was dann aber schief ging. Nach Aussage seiner Frau wäre Koppka vor drei Tagen nach Hamburg gereist. Ein größerer Verdacht fällt allerdings auf Heys Witwe, denn nach Zimmermanns Recherche hatte Hey vor, sich scheiden zu lassen und laut Ehevertrag stünde Patricia Hey dann nur ein Bruchteil des Vermögens zu. Patricia Hey wiederum belastet Thomas Simon, weil dieser angeblich schuld sei an der Investruine in Dresden. Doch Fingerabdrücke an der Tatwaffe, einem Golfschläger, können Koppka zugeordnet werden, sodass dieser wegen dringendem Tatverdacht in Hamburg festgenommen wird. Dieser kann seine Fingerabdrücke erklären, denn er hatte in Simons Büro die Golfschläger angefasst, die als Geschenk für Hey gedacht waren. Stubbe, der inzwischen nach Hamburg zurückgereist ist, erscheint dies plausibel. Dennoch verlässt Koppka Hamburg, was ihn erneut verdächtig macht. Da er einen Flug nach Mallorca gebucht hat, fliegt Stubbe ihm hinterher. Doch Koppka wollte nicht vor der Polizei fliehen, sondern seine Unschuld beweisen. In Heys Feriensitz attackiert er Patricia Hey, von der er annimmt, dass sie ihren Mann umgebracht hat. Diese beteuert jedoch in Stubbes Beisein glaubhaft ihre Unschuld. Für den Ermittler bleibt damit nur noch Thomas Simon als Täter und es gelingt tatsächlich ihn zu überführen. Er hatte den Mord akribisch geplant, denn er war schon lange in Koppkas Frau verliebt. Mit seinem Plan wollte er Koppka als Heys Mörder dastehen lassen, um die Frau für sich zu haben. Simon musste befürchten von Hey entlassen zu werden, weil dieser ihm die Dresdner Immobilienpleite zuschrieb.

## Hintergrund
Der Film wurde in Hamburg und Umgebung gedreht und am 19. Dezember 1998 um 20:15 Uhr im ZDF erstausgestrahlt.

## Kritik
Für die Kritiker der Fernsehzeitschrift TV Spielfilm war Stubbe und der Tote an Loch Neun ein „Routine-Krimi mit sächsischem Charme“; sie vergaben dem dreizehnten Stubbe-Fall eine mittlere Wertung, indem sie mit dem Daumen zur Seite zeigten.